# 鑽石咖啡店
鑽石咖啡店（英語：Diamond Cafe，1998年5月22日—），本名特里斯坦·湯普森（Tristan Thompson），加拿大男歌手。 Diamond Cafe是Tristan Thompson的個人樂團。他的歌曲在自己的臥室內錄製，將合成器流行音樂和節奏藍調與性和愛完美融合。Diamond Cafe的歌曲一直在無數播放列表中引起注意，他的歌曲曾出現在美國的付費有線和衛星聯播網HBO的戲劇第四季及第五季的Ballers中。
目前為止，他發行了兩張中長專輯。他的音樂風格被視為“合成器流行和節奏藍調的融合”，湯普森將他的音樂描述為“在霧濛濛的夜晚沐浴在蜂蜜的雲中”。

## 早期生活
1998年5月22日，特里斯坦·湯普森出生於加拿大不列顛哥倫比亞省維多利亞。湯普森的第一份音樂事業是在12歲時以麥可·傑克森的模仿者的身份在不列顛哥倫比亞省維多利亞市的政府街上作街頭表演。湯普森於2012年，15歲那年開始在YouTube上在線發布翻唱音樂，並最終與安大略省的唱片公司Chatter Records簽約。 湯普森和Chatter Records一起發行了一張專輯「Here For You」，但由於湯普森與唱片公司在創作上出現差異，加上湯普森在創作控制的渴望以及歌詞的成熟發展的關係，最終在發行一張專輯後與唱片公司分道揚鑣，這使湯普森在成年後發展成為一名獨立藝術家，鑽石咖啡店的項目因而產生。

## 音樂生涯

### 2014年
湯普森以他的本名在2014年與Chatter Records發行了一張專輯“Here For You”。該專輯成功發行了多首曲目，並在加拿大獲得了重要的電台播放，甚至在海外也頗受歡迎。

### 2017年
與Chatter Records唱片公司分道揚鑣後，湯普森以獨立唱作歌手身份作個人發展，名為 Diamond Cafe。在沒有唱片公司的資源支持下，湯普森在SoundCloud、Bandcamp, Spotify 和YouTube等網上渠道發表自己的音樂。於2017年9月11日發行了他的第一張EP，《呼吸 (鑽石咖啡館迷你專輯)》（Breathe），獲得了好評。此後，於2017年9月16日，湯普森發行了另一張Diamond Cafe同名專輯《鑽石咖啡館》，以及一些單曲，並在Bandcamp以數位音訊發行。 
Diamond Cafe經常在太平洋西北地區進行表演，表演成員包括 貝斯手 Jasper Miller Thompson（內陸地區），鼓手Brennan Doyle（Cartoon Lizard卡通蜥蜴），吉他手 Adam Stothart，鍵盤樂器及合成器Angelina Peddie和和聲歌手Lily Margison。

### 2020年
2020年9月1日，湯普森於自己的Facebook發出眾籌活動。在Qrates crowdfunding平台集資，期望以黑膠唱片形式，重新發行其同名專輯「Diamond Cafe」，限量200張。集資期由2020年9月2日至2020年11月16日，為期76天，最後成功發售220張。

### 2021年
2021年鑽石咖啡店參加由美國街頭品牌范斯 VANS 舉辦的 Vans Musicians Wanted 比賽，比賽分美洲、歐洲及亞太地區分別進行，各選出最後5強，再分別選出一位勝利者，是次比賽一共收到 14,760 份報名。評審團包括 YUNGBLUD、登澤爾·柯里Denzel Curry、茱莉亞·麥可斯Julia Michaels 以及88rising的創辦人 Sean Miyashiro。美洲總決賽最後 5 強選手連同鑽石咖啡店在內，包括美國的 Toya PYT Fernandez 和 TheBe$tJR、巴西的 Joy Sales 及墨西哥的 Mare Advertencia ，美洲區比賽最後由Joy Sales勝出比賽。

2021年9月26日，湯普森於Bandcamp發行首張數位音訊專輯《說你願意》(Say You Will)，整張專輯的寫作、作曲和製作均由湯普森一手包辦。此專輯亦於音樂串流服務平台 Spotify 及 Apple Music 播放。

## 音樂作品
| 專輯名       | 出版日期 | 唱片公司        | 出版形式 |
| ------------ | -------- | --------------- | -------- |
| Here for You | 2014年   | Chatter Records | 雷射唱片 |

Here for You 曲目列表：
| 曲序     | 曲目               | 词曲                             | 时长  |
| -------- | ------------------ | -------------------------------- | ----- |
| 1.       | Mistaken           | Tylor Johnson                    | 4:00  |
| 2.       | Tidal Wave         | Tylor Johnson, Marc Zenti        | 3:28  |
| 3.       | Reason to Believe  | Tylor Johnson                    | 3:31  |
| 4.       | Lifetime Guarantee | Tylor Johnson                    | 3:05  |
| 5.       | Here For You       | Tylor Johnson, Shawn Kirkpatrick | 3:51  |
| 6.       | Siren              | Tylor Johnson                    | 3:11  |
| 7.       | Leaving You Behind | Tylor Johnson                    | 3:10  |
| 8.       | Feels Like Forever | Tylor Johnson                    | 3:31  |
| 9.       | Cold Hard Truth    | Tylor Johnson                    | 3:15  |
| 10.      | Burn Again         | Tylor Johnson                    | 3:40  |
| 总时长： | 总时长：           | 总时长：                         | 34:42 |

| 專輯名                  | 出版日期      | 唱片公司 | 出版形式                       |
| ----------------------- | ------------- | -------- | ------------------------------ |
| 呼吸 Breathe            | 2017年9月11日 | Bandcamp | 數位音樂、串流媒體、卡式錄音帶 |
| 鑽石咖啡館 Diamond Cafe | 2017年9月16日 | 自資出版 | 黑膠唱片、數位音樂、串流媒體   |
| 說你願意 Say You Will   | 2021年9月26日 | Bandcamp | 數位音樂、串流媒體             |

| 歌名                                | 推出日期       |
| ----------------------------------- | -------------- |
| Nothing Looks The Same In The Light | 2018年 6月18日 |
| The Way You Used To Love Me         | 2018年 9月23日 |
| Real Thing                          | 2019年 6月 5日 |
| Look Up 2 Love                      | 2019年 9月 6日 |
| On N On                             | 2019年11月13日 |
| What I Want The Most                | 2020年 3月19日 |
| Good Enough                         | 2020年 4月 1日 |
| Not Sorry                           | 2020年11月17日 |
| Whatever It May Be                  | 2021年 5月25日 |
| Don't Regret (feat. Chuck Inglish)  | 2021年 8月27日 |
| Only Us                             | 2021年11月29日 |